# Inspetor Max
Inspetor Max (anteriormente Inspector Max) é uma série televisiva portuguesa criada por Virgílio Castelo e pelas Produções Fictícias. A série, claramente inspirada na série austríaca Rex, O Cão Polícia (transmitida entre 1999 e o início dos anos 2000 na SIC), foi transmitida originalmente pela TVI. 
Criada em 2003, a série policial estreou a 14 de março de 2004. Dado o grande êxito que alcançou a 1.ª temporada, a TVI decidiu apostar numa 2.ª temporada, que estreou a 13 de março de 2005. A produção terminou a 5 de março de 2006, com um total de 104 episódios.
Em 2016, a TVI renovou a série para uma 3ª e 4ª temporada, com 13 episódios cada, e com novos atores, mantendo-se quase todos os mesmos personagens principais das anteriores temporadas.
Em 2017, a TVI anunciou que renovou a série para uma 5ª e 6ª (e última) temporada, com um total de 13 episódios divididos pelas duas temporadas. A 5.ª temporada estreou a 23 de fevereiro de 2019, e os seus restantes 5 episódios foram emitidos de segunda a sexta, terminando a 5 de abril. Na semana seguinte, a 8 de abril, estreou a 6.ª temporada, sendo interrompida ainda na mesma semana, a 12 de abril, ao fim de 4 episódios, ficando os 3 episódios restantes por emitir. Quase 4 anos depois, o primeiro desses três episódios é emitido no primeiro dia do ano de 2023.
É uma série pautada pelo mistério e pela resolução de casos de polícia.

## Sinopse

### Temporada 1
Tem como história um cão chamado "Max", que é encontrado pelos dois filhos do inspetor Jorge Mendes (Fernando Luís),este que é um homem solitário, cuja mulher morreu, quando os filhos ainda eram pequenos, em virtude de um despiste de automóvel. 
Jorge trabalha no DIC de Setúbal, Departamento de Investigação Criminal, na 1.ª temporada. 

### Temporada 2
Na 2.ª temporada a equipa bem sucedida do DIC de Setúbal foi convidada para ir para o DECC (Departamento Especial de Combate ao Crime). A chefe do departamento, Graça Madureira (Fátima Belo), depois de alguns casos resolvidos no DECC foi convidada a integrar a Interpol. O lugar de chefe é ocupado por Teresa Henriques (Sílvia Rizzo). Max, Jorge e Sérgio, o melhor amigo e parceiro de Jorge, constituem o trio vitorioso.

### Temporadas 3 e 4
Anos depois de colaborar com o Departamento de Investigação Criminal da Polícia Judiciária, o velho Inspetor Max reformou-se, já depois de ter sido pai de uma ninhada de cachorros da qual a família Mendes adotou um elemento ao qual deu o nome de Max Júnior. Em dez anos, a própria família mudou bastante já que Jorge Mendes (Fernando Luís) se casou com Joana (Patrícia Tavares), uma jovem e brilhante advogada, com quem teve um filho, Manuel. Joana entrou assim na vida e na casa dos Mendes acompanhada de Francisca, a sua filha de uma relação anterior. Uma miúda rebelde cuja entrada num ambiente familiar amplo não está a ser fácil, sobretudo com a chegada da adolescência. O Avô João (Ruy de Carvalho), que mora agora num apartamento próprio para dar mais “espaço” à nova família, mantém uma relação divertida, “de gato e rato”, com Lucinda, a nova empregada a tempo inteiro de casa, uma mulher muito positiva e animada. Já os filhos de Jorge, Tiago e Catarina Mendes, estão com vinte e poucos anos e abraçaram o legado do pai de corpo e alma: Catarina estudou ciências criminais em Inglaterra, já Tiago terminou o curso de Direito, ingressando de imediato na Polícia Judiciária Portuguesa. Quem não teve uma vida fácil foi o Inspetor Sérgio Calado (Rui Santos), que atravessa um período pessoal conturbado após o seu segundo divórcio, desta vez com Elsa Xavier (Gabriela Barros), uma médica com quem tem uma relação difícil de (ainda) amor e ódio. O Sérgio é agora o Inspetor-Chefe do DIC, respondendo perante Jorge, mas comandando em campo os Inspetores da Brigada. O Departamento de Investigação Criminal, conta ainda com dois Inspetores que são a nata da investigação criminal portuguesa: Lena Ribeiro, uma mulher de ação e dona de um humor negro que não hesita utilizar em qualquer situação e Jaime Silva (José Carlos Pereira), perito em informática e Taekwondo. A trabalhar em ligação estreita com os Inspetores, temos o Laboratório Científico do Departamento de Investigação Criminal, chefiado pela Dr.ª Vera (Maura Faial), uma mulher bastante perspicaz, que mantém algum mistério acerca da sua vida pessoal e do seu passado.

### Temporadas 5 e 6
Estreou a 23 de fevereiro de 2019 e foi interrompida no dia 12 de abril do mesmo ano.

## Elenco
| Ator/Atriz              | Personagem               | Temporadas      | Temporadas      | Temporadas      | Temporadas      | Temporadas      | Temporadas      |
| Ator/Atriz              | Personagem               | 1               | 2               | 3               | 4               | 5               | 6               |
| ----------------------- | ------------------------ | --------------- | --------------- | --------------- | --------------- | --------------- | --------------- |
| Fernando Luís           | Jorge Mendes             | Principal       | Principal       | Principal       | Principal       | Principal       | Principal       |
| Rui Santos              | Sérgio Calado            | Principal       | Principal       | Principal       | Principal       | Principal       | Principal       |
| Ruy de Carvalho         | João Ferreira            | Principal       | Principal       | Principal       | Principal       | Principal       | Principal       |
| Afonso Maló             | Tiago Mendes             | Principal       | Principal       | Does not appear | Does not appear | Does not appear | Does not appear |
| Isaac Alfaiate          | Tiago Mendes             | Does not appear | Does not appear | Principal       | Principal       | Principal       | Principal       |
| Sara Butler             | Catarina Mendes          | Principal       | Principal       | Does not appear | Does not appear | Does not appear | Does not appear |
| Mariana Marques Guedes  | Catarina Mendes          | Does not appear | Does not appear | Principal       | Principal       | Principal       | Principal       |
| Sandra Celas            | Júlia Pinto Lopes        | Principal       | Principal       | Does not appear | Does not appear | Does not appear | Does not appear |
| Manuela Cassola         | Justina                  | Principal       | Principal       | Does not appear | Does not appear | Does not appear | Does not appear |
| Philippe Leroux         | Edgar Lobo               | Participação    | Principal       | Does not appear | Does not appear | Does not appear | Does not appear |
| Quimbé                  | António Alves            | Participação    | Principal       | Does not appear | Does not appear | Does not appear | Does not appear |
| António Pedro Cerdeira  | Alexandre                | Participação    | Does not appear | Does not appear | Does not appear | Does not appear | Does not appear |
| Fátima Belo             | Graça Madureira          | Principal       | Participação    | Does not appear | Does not appear | Does not appear | Does not appear |
| Sílvia Rizzo            | Teresa Henriques         | Does not appear | Principal       | Participação    | Does not appear | Does not appear | Does not appear |
| Diogo Ferreira          | Vasco                    | Does not appear | Principal       | Does not appear | Does not appear | Does not appear | Does not appear |
| Bárbara Norton de Matos | Sílvia Nunes             | Does not appear | Principal       | Does not appear | Does not appear | Does not appear | Does not appear |
| Henrique Viana          | Antunes                  | Does not appear | Principal       | Does not appear | Does not appear | Does not appear | Does not appear |
| Alexandre de Sousa      | Virgílio Assunção Soares | Does not appear | Participação    | Does not appear | Does not appear | Does not appear | Does not appear |
| Rita Salema             | Lucinda                  | Does not appear | Does not appear | Principal       | Principal       | Principal       | Principal       |
| José Carlos Pereira     | Jaime Silva              | Does not appear | Does not appear | Principal       | Principal       | Principal       | Principal       |
| Patrícia Tavares        | Joana Freitas Mendes     | Does not appear | Does not appear | Principal       | Principal       | Principal       | Principal       |
| Gabriela Barros         | Elsa Xavier              | Does not appear | Does not appear | Principal       | Principal       | Principal       | Principal       |
| Madalena Brandão        | Helena Ribeiro           | Does not appear | Does not appear | Principal       | Principal       | Does not appear | Does not appear |
| Maura Faial             | Vera Lucas               | Does not appear | Does not appear | Principal       | Principal       | Principal       | Principal       |
| Vera Pimentel           | Francisca Freitas        | Does not appear | Does not appear | Principal       | Principal       | Principal       | Principal       |
| André Carvalho          | Manuel Mendes            | Does not appear | Does not appear | Principal       | Principal       | Principal       | Principal       |
| Ana Varela              | Sofia Oliveira           | Does not appear | Does not appear | Does not appear | Does not appear | Principal       | Principal       |

## Participações Especiais

### Temporadas 1 e 2
- Miguel Guilherme - Elísio
- Luís Alberto - Azevedo
- Carlos Curto - Morais / Ângelo Sousa
- Manuel Wiborg - Assaltante
- Sérgio Grilo (†) - Agente Gomes
- Irene Cruz - Ilda / Enfermeira Glória
- André Gago - André Martinho
- Diogo Morgado - Miguel / Rui Leão
- Mafalda Vilhena - Sofia / Cândida Garcia
- Luís Gaspar - Gabriel Costa / Adriano Martins
- Luís Mascarenhas - Horácio / Humberto Silveirinha
- Pedro Pinheiro (†) - Director da Clínica / Artur
- Sandra Faleiro - Manuela
- José Eduardo - Damião / Óscar Cruz
- Miguel Melo - ? / Segurança da Rádio
- Álvaro Faria - Director da Penitenciária
- Paulo Matos - Vitorino Santos / Duarte Peres
- Afonso Vilela - Traficante / Marcos Almeida
- Joaquim Guerreiro - Guarda-Costas de Vitorino / Personal Trainer
- Paulo Leão - ?
- Frederico Galvão - ?
- Cláudia Oliveira - Rita Ladeiras / Carla Vicente
- Marcantonio Del Carlo - Vítor Vasques
- Paulo Rocha - Nuno / Alberto Matias
- Nonstop - Star Girls
- Márcia Breia - Verónica Candeias
- Ana Brandão - Mariana Candeias Ferreira / Marta Barreto
- Miguel Damião - Pedro Ferreira / Apostador
- João de Carvalho - Agente Humberto Dias / Chefe da Pedreira
- José Neves - Jaime Vargas / Guilherme
- João Reis - Francisco Monteiro
- João Catarré - Actor na TV
- Benedita Pereira - Actriz na TV
- António Marques (†) - António Neto / Fausto Borges
- Ana Bustorff - Teresa Neto
- Hugo Sequeira - Tomás Meireles / Dionísio Santos
- António Montez (†) - Telmo Ferreira Meireles
- Catarina Mil-Homens - Sílvia Nunes / Natália Évora
- Carlos Sebastião - Alberto / Pai de Marta Faria
- Alexandre Silva - Joaquim Nunes / André Neves
- Gonçalo Diniz - Zé Diogo Albuquerque / Ricardo Melo
- José Pedro Vasconcelos - Francisco
- Carla Salgueiro - Mafalda Cunha Melo
- Ana Zanatti - Tita Cunha Melo
- Silvia Balancho - Noiva / Patrícia
- Fernando Ferreira - Raptor
- Carlos Pimenta - Raúl Cunha Melo
- Maria José (†) - Testemunha
- Ana Padrão - Dina Andrade
- Alexandre Sousa - Rui Oliveira / Virgílio Soares (elenco principal)
- Dina Félix da Costa - Ana / Célia Gomes
- Joana Seixas - Helena Vaz Oliveira
- Vera Alves - Sara
- Carlos Aurélio - Vicente Moutinho / Xavier
- Henrique de Carvalho - Bruno
- João Didelet - Sargento da GNR
- Lucinda Loureiro - Rosa
- Nuno Porfírio - Chefe Morais / Gangster
- Danae Magalhães - Fernanda / Nádia
- Lídia Franco - Marie Bettencourt / Mrs. Falcão
- Núria Madruga - Susana / Íris
- Pedro Lima (†) - Eurico Fernandes
- Rui de Sá - Martins
- Sofia Nicholson - Professora
- Adriano Luz - Lúcio Andrade / Bob Santiago
- Carla Chambel - Clara
- José Fidalgo - Rui Guedes
- Rosa Lobato de Faria (†) - Leonor
- Rui Mendes - Fernando Beja
- Elsa Galvão - Filomena Barros
- Nuno Távora - Dinis Coelho
- Pedro Laginha - Nuno Sá / Raptor
- São José Correia - Ana Rita Coelho
- São José Lapa - Carolina Coelho
- Carlos Santos (†) - Joaquim Meireles / Mateus
- Eurico Lopes - André / Horácio
- José Wallenstein - Filipe Santos / Bruno Rocha
- Pêpê Rapazote - Nuno Viegas / Paulo Martins
- Sofia Grillo - Rita Araújo
- Rui Neto - Alexandre Pinto / Francisco Falcão
- António Sobral Cid - Director da Rádio
- Heitor Lourenço - Paulo / Irineu
- Carla Bolito - Adelaide Freitas
- Madalena Brandão - Cristina
- Paulo Lázaro - Heitor
- Fernando Ferrão - Dono do Bar
- António Cordeiro (†) - Rodrigues / Silva
- António Fonseca - António / Octávio Moreira
- João Lagarto - Carlos Marques
- Júlio Cardoso
- Nuno Melo (†) - Daniel Maia / Paulo Carrasco
- Pedro Efe - Alfredo / Treinador de Cães
- Alda Gomes - Marta Delgado
- José António Alves
- Joaquim Horta - Johnny / Ricky
- Julie Sergeant - Armanda
- Pedro Alpiarça (†) - Sargento da GNR
- Victor Espadinha - Mendonça
- Ana Rocha - Rute / Vitória
- Cândido Ferreira (†) - Eulálio / Vítor Moreira
- Edmundo Rosa - Ricardo / Cristóvão
- Paulo Pinto - Hélder Santiago / Eduardo Muñoz
- Ricardo Pereira - Pedro
- Carla Maciel - Iva
- António Melo - Pepe / Arnaldo
- Raquel Hermano - Patrícia
- Margarida André - Matilde
- Luís Esparteiro - Actor na TV / Gonçalo Machado / Pai de Sílvia
- Helena Isabel - Actriz na TV / Paula Nascimento
- Albano Jerónimo - Rui
- João Maria Pinto - Armindo / Octávio
- José Boavida (†) - Humberto Assunção / Padre Manuel
- Noémia Costa - Elisabete
- Rui Miragaia - Taxista
- Carlos Gomes - Traficante
- Bruno Schiappa - Orlando
- Luís Vicente - Hermínio Pinto / Eurico
- Tiago Barbosa - Traficante
- Alfredo Brito - Feliciano
- Jorge Sequerra (†) - Rocha
- Manuela Couto - Esperança
- Rita Lello - Aurora
- Vítor Norte - Actor na TV / Sebastião
- Ana Borges - Fátima
- Benjamim Falcão - Raul
- Delfina Cruz (†) - Irene
- Margarida Pinto Correia - Matilde Silveira
- Nuno Homem de Sá - Pedro Melo / Guru
- Nuno Pardal - Gonçalo / Mário Melo
- Rosa Bella Ferreira - Mrs. Melo
- Sílvia Rizzo - Fernanda / Teresa Henriques (elenco principal)
- Eduardo Viana - Artur / Guedes
- Margarida Vila-Nova - Helena Cruz
- Melim Teixeira - Mendigo / Dinis
- Rui Paulo - Vítor Cruz / Frederico
- Joaquim Nicolau - Rogério Brás / Yurin
- Suzana Borges - Diana
- Sérgio Silva - Jacinto
- Augusto Portela - Segurança do Museu
- Madalena Bobone - Maria
- Cristina Carvalhal - Bianca
- Carlos Sampaio - Romão Santos / Telmo Vieira
- Inês Castel-Branco - Caetana
- Álvaro Félix (†)
- Carlos Barradas - Gonçalo / Segurança
- Carlos Lacerda (†) - Frederico Quintela / André Martins
- Jorge Estreia - Tozé / Rogério Andrade
- Leonor Seixas - Mónica e Marina
- Tiago Carvalho - Marginal que Rouba o Carro de Júlia / Wilson
- Sandra B. - Laura Quintela / Mãe de Sílvia
- Artur Agostinho (†) - Gastão
- Carlos Vieira de Almeida - Adalberto / Evaristo Gomes
- Carlos Areia - Hugo / Nunes
- Rosa Castro André - Anabela / Filipa
- Adelaide João (†) - Antónia
- Amadeu Caronho (†) - Paulo Gonçalves / Comandante dos Bombeiros
- César Brito - Hugo
- Orlando Costa (†) - Almeida / Beto Silva
- Mauro Wilson
- Manuel Melo - Pedro Gomes
- Mina Andala - Filomena
- Sofia de Portugal - Margarida
- Afonso Melo - Pedro
- Sofia Duarte Silva - Inês / Dr.ª Carmo Trindade
- Vítor Correia - Rui / Leonel Rodrigues
- Sandra Maia - Enfermeira
- Filipe Ferrer (†) - Dr. Avillez
- Amílcar Azenha - Paulo / Luís Romão
- Bruno Simões (†) - Jornalista da TV / Afonso
- Marques d'Arede - Pedro Coelho / Artur Crespo
- Patrícia Bull - Carla Cordeiro
- Adriano Carvalho - Juvenal
- Bruno Rossi - Marinheiro
- Fernando Tavares Marques - Carlos Rosado / Padre
- Anita Guerreiro - Maria do Sameiro / Mulher de Arlindo
- Fernanda Serrano - Lúcia Sousa / Cristina (Tina) Picão
- Filipe Crawford - Toni
- Júlio César - Jaime Pedroso (conhecido como Turco)
- Óscar Romero - Gangster
- Rui Luís Brás - Filandro / Cláudio Menezes
- Mário Bomba - Gangster
- Fernanda Lapa (†) - Sónia Cerveira
- Maria Henrique - Ana Freitas
- Sinde Filipe - Nuno Cerveira
- Victor Emanuel - Carlos Freitas / Luís Sines
- António Gamito
- Dimitry Bogomolov - Peter / Dimitry
- Jorge Ribeiro
- Isabel Simões - Directora da Escola / Mulher de Marcos
- Morais e Castro (†) - Rogério Matias
- Carlos Rodrigues (†) - Mendigo / Comandante dos Bombeiros
- Dalila Carmo - Vera
- Luís Lucas - Bernardo Soares / Simão Dias
- Marta Pereira - Enfermeira
- Manuel Coelho - Maurício Abrantes / Manuel Carvalho
- Pedro Barbeitos - Médico
- Sérgio Praia - Rui Valente
- António Cara d'Anjo - Alberto / Professor Aleluia
- Fernando Gomes - Dono da Joalharia / Zé Tontinho
- José Neto - Gabriel / Farmacêutico
- Luís Simões - Gonçalo
- Marina Albuquerque - Mãe de Gonçalo
- Ricardo Castro - Tó / Armando Oliveira
- António Aldeia - Vicente / Notário
- Ana Maia - Silvana
- Alexandre Carvalho
- Leonor Alcácer - Matilde
- Maria Emília Correia - Rita Maresia
- Rosa Villa - Dalila / Dona do Bar
- Victor Rocha - Assaltante / Óscar Morais
- Igor Sampaio (†) - Dono da Casa de Penhores
- Maria da Paz - Vizinha de Silvana e Dalila

|
- Paula Fonseca - Isabel / Joana
- Cristina Cavalinhos - Leonor Faria / Gracinda
- Susana Vitorino - Sofia
- Alberto Villar (†) - Dr. Luís Trindade
- Miguel Moreira - Joel
- Paula Luiz - Lúcia / Carla
- Alexandra Lencastre - Mariana Botelho
- Mário Jacques (†) - Dr. Roberto Fonseca
- Lourdes Norberto - Dulce Branco (burlona que tenta extorquir dinheiro a João Ferreira, alegando ser sua amiga de infância)
- Daniela Ruah - Verónica Botelho
- Francisco Pestana - Carlos Botelho
- João Ricardo
- Tobias Monteiro - Incendiário / Bruno Dias
- Emanuel Arada - Incendiário / César
- Paulo Oom - Ramiro / Marcos
- João Rodrigo (†) - Alfredo
- Paulo Nery - Hélder / Diogo Almeida
- Isabel Ribas - Manuela
- Carmen Santos - Fernanda Vieira
- Almeno Gonçalves - Ângelo Santana / Vítor Sequeira
- Gracinda Nave - Alma
- Marco Costa - Carlos / Tito Gomes
- Teresa Tavares - Rosa
- Durval Lucena - Cristiano Vilas / Marido de Gracinda
- Sylvie Rocha - Elisa / Eva Santos
- Adelino Tavares - Aníbal Gomes / Frederico Brito
- Guilherme Filipe - Traficante
- Cláudio Silva - China
- Patrícia Tavares - Lena
- Rogério Jacques - Belmiro
- Sílvia Pfeifer - Márcia Quintanilha
- Paulo Filipe - Agostinho
- Fernanda Borsatti (†) - Irene Marques
- José Afonso Pimentel - Filipe França
- Filomena Cautela - Sandra Alves / Margarida
- Martinho Silva - Daniel / Rui Macedo
- Liliana Santos - Cristina Sequeira
- Teresa Negrão - Maria / Mãe de Joana
- Mané Ribeiro - Adília
- Nelson Monforte - Ernesto
- Peter Michael - Júlio / Tomás
- Ana Bastos - Susana Machado / Sissi
- António Capelo - Marco Neves
- Rita Seguro - Inês Barbosa
- Matilde Breyner - Tininha / Carolina
- Luís Pacheco - Ângelo
- João Baptista - Saruga
- Jorge Corrula - Rúben / Filipe Martinho
- Romeo Sousa - Ladrão
- Carlos António - Doente
- Guida Maria (†) - Enfermeira Lurdes / Ema
- José Alves - Dr. Guilherme Soares
- José Pinto - Coronel Inácio
- Carlos Macedo - Ladrão
- Amélia Videira - Isaura
- João França - Homem na Feira / ?
- Maria Tavares - Estela / Sara Matulona
- Rosa Vieira - Empregada da Pedreira
- Alexandra Leite - Violeta Machado
- Licínio França (†) - Pescador
- Adelaide de Sousa - Margarida Araújo
- Ricardo Carriço - José Araújo
- Andreia Dinis - Constança
- Natalina José - Maria (Governanta)
- Jorge Silva - Assassino
- Nuno Casanovas - Diogo Martins
- Custódia Gallego - Isilda Santos
- Gonçalo Neto - Johnny
- Milton Lopes - Gerson
- Beatriz Figueira - Vera Barreto
- Victor de Sousa - Raúl Cardoso
- José Carlos Pereira - Pedro Barreto
- Cátia Nunes - Marta Faria
- Cláudia Negrão - Isabel Faria
- Francisco Sobral
- João Brás - Dono do Bar
- Flávia Prado
- Cátia Neves
- Henrique Pinho - Empregado do Bar
- Patrícia Resende - Inês
- Estrela Novais - Rita
- Margarida Cardeal - Cristina Rodrigues
- Cristina Areia - Mariana Almeida
- Elsa Valentim - Emília
- José Meireles - Zé Diogo
- Nuno Guerreiro - Dono do Restaurante
- Rui Morisson - Doutor
- Maria João Bastos - Mariana
- Carlos Paca - André Pires (Mr. Dré)
- Don Petro Dikota
- Eric Santos
- Ricardo Garcia
- Giovani Lourenço
- David Bastos
- Ângela Ribeiro
- Bernardo Chambel
- Bernardo Gancho
- Guilherme Silva
- Rute Miranda
- Ana Mafalda
- Gonçalo Portela
- Gustavo Santos
- Margarida Videira
- Paula Neves
- Anna Ludmilla
- Beto Coville
- Jorge Gonçalves
- Paulo Pires
- Afonso Silva
- António Rama (†)
- Sónia Brazão
- Anabela Teixeira
- Figueira Cid
- João Saboga
- Pedro Borges
- Volodymyr
- Rita Egídio
- Bruno Vitoriano
- João Passos
- Márcio Ferreira
- Rosa do Canto - Marília
- Cecília Sousa
- David Almeida
- Octávio de Matos (†)
- Sílvia Soares
- João Vaz - Nuno Roque
- Marko Sousa - Filho de Nuno Roque
- Rebeca Ribeiro
- Mafalda Pinto - Marisa Miguéis
- Teresa Macedo
- João Marta
- Marco Medeiros
- Félix Fontoura
- Manuel Moreira
- Bruno Bravo
- Nelson Louro
- Ana Catarina
- Rui Quintas
- Joel Branco
- Nuno Bernardo
- Sylvie Dias
- Frederico Moreno
- Sónia Balacó
- Tiago Castro
- Cremilda Gil (†) - Maria das Dores
- Isabel Abreu
- Ana Brito e Cunha
- Anabela Moreira
- Henriqueta Maia
- Nuno Nunes
- Rita Ruaz
- Lília Matos
- Mário Redondo
- Roberto Candeias
- Luís Barros
- Juan Goldin
- Pedro Carraca
- Miguel Telmo
- Cristina Bizarro
- Henrique Cardador
- Hugo Samora
- Inês Folque
- José Mata
- Mafalda Luís de Castro
- Manuel Gregório
- Raul Abrantes
- Teresa Chaves
- Tiago Aldeia
- Pers. Joaquim
- Paulo Manso
- Dinarte Branco
- Jorge Veiga
- Maya Booth
- André Patrício
- Jorge Henriques
- Luísa Ortigoso
- Rita Salema
- Sara Aleixo
- Joana Figueira
- Kapinha
- Miguel Romeira
- Ricardo Conti
- João Gaspar
- Pedro Teixeira
- Adérito Lopes - Flávio
- Cucha Carvalheiro
- José Martins
- Matias Smitch
- Duarte Victor
- João Loy

### Temporadas 3 e 4
- Duarte Victor, ator
- Adérito Lopes (Ep.1)
- Anna Eremin - Iva Eliseu (Ep.1, 26)
- Carla Salgueiro - Filipa «Pipa» (Ep.2)
- Cláudio Teixeira
- Elisabete Piecho (Ep.2)
- Figueira Cid
- Igor Regalla (Ep. 24)
- Joaquim Nicolau - Antunes (Ep.1)
- João Cobanco -
- João Maria Pinto - Sebastião (Ep.1)
- José Simão - Mário Matias (Ep.2)
- Lourenço Seruya - Silva (Ep. 24)
- Pedro Lacerda - Marcelo (Ep.2)
- Sílvia Rizzo - Teresa Henriques (Ep.1)
- Sónia Lisboa
- Carlos Sebastião - Julio (Ep.10)
- Rosa Bela - Lígia Batista

## Série

### 1.ª produção
| Resumo | Resumo | Episódios | Episódios | Originalmente exibido | Originalmente exibido |
| Resumo | Resumo | Episódios | Episódios | Estreia da temporada  | Final da temporada    |
| ------ | ------ | --------- | --------- | --------------------- | --------------------- |
|        | 1      | 52        | 52        | 14 de março de 2004   | 6 de março de 2005    |
|        | 2      | 52        | 52        | 13 de março de 2005   | 5 de março de 2006    |

### 2.ª produção
| Resumo | Resumo | Episódios | Episódios | Originalmente exibido  | Originalmente exibido  |
| Resumo | Resumo | Episódios | Episódios | Estreia da temporada   | Final da temporada     |
| ------ | ------ | --------- | --------- | ---------------------- | ---------------------- |
|        | 3      | 13        | 13        | 24 de dezembro de 2016 | 17 de junho de 2017    |
|        | 4      | 13        | 13        | 2 de julho de 2017     | 24 de setembro de 2017 |

### 3.ª produção
| Resumo | Resumo | Episódios | Episódios | Originalmente exibido   | Originalmente exibido |
| Resumo | Resumo | Episódios | Episódios | Estreia da temporada    | Final da temporada    |
| ------ | ------ | --------- | --------- | ----------------------- | --------------------- |
|        | 5      | 6         | 6         | 23 de fevereiro de 2019 | 5 de abril de 2019    |
|        | 6      | 7         | 4         | 8 de abril de 2019      | 12 de abril de 2019   |
|        | 6      | 7         | 3         | 1 de janeiro de 2023    | ASA                   |

## Locais das Filmagens
Na 1.ª temporada os exteriores da Polícia Judiciária são gravados nas instalações do DIC (Departamento de Investigação Criminal) da PJ de Setúbal, ao lado da Igreja da Boa Hora. O exterior da casa do inspetor Jorge Mendes é gravado numa casa na serra da Arrábida. As outras cenas são gravadas no distrito de Setúbal.
Na 2.ª temporada os exteriores do DECC, são gravados na entrada do ITQB (Instituto de Tecnologia Química e Biológica), no interior da Estação Agronómica Nacional, em Oeiras. As cenas exteriores da casa são gravadas no mesmo local da 1.ª temporada. As outras cenas exteriores são gravadas nos concelhos de Setúbal e Oeiras. 

## Audiências
O primeiro episódio de Inspetor Max foi transmitido no dia 14 de Março de 2004, pelas 21h50, tendo obtido uma audiência média de 14,4% e um share de audiência de 36,2%.
O regresso de Inspetor Max com o Especial de Natal - Tudo em Família fez deste programa o mais visto do dia. A estreia da terceira temporada conquistou os telespectadores e conquistou 1 milhão e 50 mil portugueses. O pico de audiência foi registado às 22h01 quando a série conquistou 34,2% de quota de mercado.
Com a estreia no horário das 19h-20h, a 1 de abril de 2019, o programa tem registado picos de audiência negativos, não conseguindo fazer frente ao líder indiscutível, nesse horário, Quem Quer Namorar com o Agricultor?, da SIC nem ao vice-líder O Preço Certo, da RTP1.
Devido aos maus resultados das audiências, terminaram com a série no horário das 19h, com apenas 3 episódios por exibir.

## Reposições
A série foi reposta diariamente no canal TVI Ficção, onde, tal como Os Batanetes e O Prédio do Vasco, foi transmitida ininterruptamente desde o início de emissões do canal, em 2012, até o canal ter sido substituído pelo V+, a 9 de agosto de 2024. Com o regresso, em fevereiro de 2025, da TVI Ficção - apenas como canal FAST, no TVI Player -, a série regressou a este canal. 
As manhãs de fim de semana da TVI também incluíram reposições da série desde pelo menos a primeira metade da década de 2010. À data de outubro de 2024, a TVI aberta emite um episódio da série por semana, ao domingo, no horário 8h-9h.
Com a substituição da TVI Ficção pelo V+, a série passou também a ser retransmitida por este último canal; no caso do V+, Inspetor Max é reposto nas manhãs de sábado e domingo, assim como no fim das madrugadas de domingo para segunda, até às 7h. No caso do domingo e do horário 8h-9h, a série pode ser vista tanto naquele canal fechado da TVI como na TVI aberta. 

## Curiosidades
- Inspetor Max é baseada na série austríaca/italiana Rex, O Cão Polícia (título original: Kommissar Rex) que esteve no ar originalmente entre 1994 e 2008 e que em Portugal foi transmitida pela SIC, nas décadas de 1990 e 2000.
- No primeiro episódio da primeira série, existe uma pequena paródia ao filme E.T., de Steven Spielberg. Numa cena, Catarina, a filha do inspetor Jorge Mendes esconde o cão Max dentro do seu quarto, no armário, onde tinha bonecos de peluche, para que o pai não o visse. De noite, Jorge visita-a no quarto e, abre o armário e, não repara no cão por este estar no meio dos peluches; tal como no filme fez Elliot para esconder o E.T. da mãe. O crossover torna-se evidente, pois outra personagem da série invoca a expressão E.T.
- Os atores secundários da primeira série entraram na segunda série com papéis diferentes. Inclusive dois casos relevantes: a atriz Sílvia Rizzo interpretou um papel especial na primeira série, e, voltou com um papel principal na segunda. Luís Mascarenhas, interpretando um papel não principal, mas regular na primeira série, teve apenas uma participação especial na segunda.
- O tipo de personagem interpretada por Fernando Luís, foi muito semelhante a outra que interpretara pouco antes, na série Médico de Família, exibida na SIC. Nesta última, Fernando interpretava também o papel principal, um médico, também pai jovem, recém viúvo, com mais que um filho menor para criar e, auxiliado por outro membro da família, mais velho.
- O Max era feito por quatro cães diferente, porém da mesma raça. Inclusive algumas cenas tinham de ser feitas por mais que um cão ao mesmo tempo, efeito que a montagem disfarçava. Num dos casos, presente em vários episódios, torna-se clara a mudança, pois numa cena aparece um cão com manchas negras na pelagem, o cão mais vulgar e, na cena seguinte um cão com a pelagem toda castanho-claro. Inclusive o enredo dum episódio da primeira série faz com que dois dos cães apareçam juntos na mesma cena e, mais, que nessa mesma cena briguem.
- As cenas em que o Max atacava alguém para imobilizar eram assistidas por treinadores especializados, além de serem ensaiadas vezes sem conta previamente. O que o cão mordia não era o braço ou a perna do ator, mas sim, um invólucro de borracha colocado no sítio onde era previsto morder. Quando o Max deitava alguém ao chão, ele apenas dava um toque no ator e, ele movia-se na posição prevista no guião. O resultado que aparece em cada episódio é feito por técnicas de aceleração/distorção de imagem da câmara.
- Na segunda série, o cenário utilizado para o interior do DECC é o mesmo bloco pré-fabricado polivalente situado na Venda do Pinheiro, construído inicialmente para albergar os concorrentes do Big Brother, em 2000, e em 2011, passou a ser utilizado para albergar os concorrentes da Casa dos Segredos. A "sala de interrogatórios" do Inspetor Max era o confessionário do Big Brother. Durante o período de ausência de reality-shows, o complexo foi utilizado como cenário a produções da TVI.
- Os casos relatados em cada episódio foram baseados em casos verídicos. A equipa de atores teve instrução junto de inspetores verdadeiros da PJ.
- Em 2010, a RTP1 exibiu uma série do mesmo tipo, Cidade Despida. A principal diferença entre as duas séries é a de que Inspetor Max foi direcionado para o público mais jovem, com uma componente folclórica e infantil muito grande. Cidade Despida mostrou os crimes mais a fundo, querendo mostrar o verdadeiro trabalho da Polícia Judiciária, sendo uma série mais direcionada para adultos. Porém existe uma semelhança evidente: Ambas as séries procuram focalizar a capacidade que a mulher tem para chefiar uma brigada da PJ.
- As músicas que acompanham cenas de suspense já haviam sido usadas para cenas do mesmo género na telenovela Sonhos Traídos (2002), exibida cerca de dois anos antes na TVI, e, na telenovela Ninguém Como Tu (2006), exibida na mesma altura que as temporadas originais de Inspetor Max.

## Ligações Externas
- Site oficial - TVI
- Site oficial - TVI Player
- Facebook oficial
- Site NBP